# Adkinsites
Adkinsites – rodzaj amonitów.
Żył w okresie kredy (alb).